# (6375) Fredharris
(6375) Fredharris (1986 TB5) – planetoida z pasa głównego asteroid okrążająca Słońce w ciągu 5,64 lat w średniej odległości 3,17 j.a. Odkryta 1 października 1986 roku.